# Forchhammeria trifoliata
Forchhammeria trifoliata là một loài thực vật có hoa trong họ Capparaceae. Loài này được Radlk. ex Millsp. mô tả khoa học đầu tiên năm 1899.